# ولرچینکولم
ولرچینکولم (به لاتین: Velarchinnakkulam) یک منطقهٔ مسکونی در سری‌لانکا است که در استان شمالی (سری‌لانکا) واقع شده‌است.